# Fysikrevy
FysikRevy™ er en revy lavet af fysikstuderende fra forskellige fysiske fagretninger og årgange på Københavns Universitet.

## Indhold
Fysikrevyen™ foregår som oftest i foråret.
Emnerne for den stærkt humoristiske, omend meget indforståede revy er oftest de forskellige forelæsere, studiestrukturer og emner fra fysikkens verden.
Musik har en væsentlig plads i revyen, og FysikRevyens™ husorkester (Bandet) bestående af fysikstuderende er en vigtig del af revyens helhedsoplevelse. Bandet spiller som oftest melodier/sange, der er letgenkendelige, hvilket hjælper til med at holde en god og inkluderende stemning.

## Historie
FysikRevyen™ har kørt siden 1988. Ildsjæle vil henvise til, at FysikRevy™-traditionen stammer tilbage fra Niels Bohrs tid, hvor blandt andre George Gamow og Max Delbrück opførte en satirisk version af Faust. De senere par år har FysikRevyen™ fået aflæggere, således at andre studier på det Naturvidenskabelige Fakultet har fået deres egne revyer (molekylær biomedicin/biokemi (forkortet: MBK) og matematik i 2004, samt biologi i 2010, og Kemi i 2018). Desuden har datalogerne deres egen revy, DIKUrevy, som har eksisteret siden 1973.
FysikRevyen™ spillede en væsentlig rolle, da fysikstudiet på Københavns Universitet blev underkastet et antropologisk feltstudium. Antropologen Cathrine Hasse beskriver og gengiver i bogen "Kultur i bevægelse – fra deltagerobservation til kulturanalyse – i det fysiske rum" flere sketches og sange fra FysikRevy™ 1997. FysikRevyen™ har flere gange været nomineret til Københavens Universitets Studiemiljøpris, hvilken de senest vandt i 2023.
Grundet Covid-19 blev FysikRevyen™ aflyst i 2020 efter ellers at have kørt årligt uafbrudt siden sin opstart. I 2021 blev revyen lavet i et onlineformat, der blev streamet live, hvor alle dele på forhånd var filmet og redigeret.

## Vigtige årstal
- 1988 Første FysikRevy
- 1990 UPS-90, Instruktør: Ole Daniel Lennert (Datalog!)
- 1991 Instruktør: Carsten Kehler Holst (Datalog!)
- 1992 Instruktør: Kim Lefmann
- 1993 Instruktør: Karen Nørgaard Madsen
- 1994 Instruktør: Kristian Worziger Nielsen
- 1995 Instruktør: Kristian Worziger Nielsen
- 1996 Instruktør: Steen Eiler Jørgensen
- 1997 Instruktør: Steen Eiler Jørgensen
- 1998 Instruktør: Steen Eiler Jørgensen
- 1999 Instruktør: Anders Tranberg
- 2000 Instruktør: Mads Stenfatt Raben
- 2001 Instruktør: Mads Stenfatt Raben
- 2002 Instruktør: Thomas "Frø" Nørskov Nielsen
- 2003 Instruktør: Thomas "Frø" Nørskov Nielsen
- 2004 Instruktør: David "Das Instruktör" Balslev Clausen. "Matematikrevyen" og "MBKrevyen" opstår.
- 2005 Instruktør: Martin "Haalle" Patrong Haspang
- 2006 Instruktør: Martin "Krokodille" Patrong Haspang
- 2007 Instruktør: Mikkel "Kaptajnen" Schou Nielsen
- 2008 Instruktør: Mikkel "Kaptajnen" Schou Nielsen
- 2009 Instruktør: Lea Hildebrandt Rossander
- 2010 Instruktør: Lea Hildebrandt Rossander. "Biologirevyen" opstår.
- 2011 Instruktør: Anine Borger & Bjarke Mønsted
- 2012 Instruktør: Anine Borger & Bjarke Mønsted
- 2013 Instruktør: Freja Thilde Pedersen
- 2014 Instruktør: Freja Thilde Pedersen
- 2015 Instruktør: Andreas Nørgård Larsen
- 2016 Instruktør: Signe Brynold Markussen
- 2017 Instruktør: Signe Brynold Markussen
- 2018 Instruktør: Nanna Marie Støvelbæk. "Kemirevyen" opstår.
- 2019 Instruktør: Nanna Marie Støvelbæk
- 2020 Revyen aflyses grundet COVID-19. Instruktør: Helene Pehrsson
- 2021 Revyen gennemføres online, grundet corona. Instruktør: Helene Pehrsson
- 2022 Instruktør: Rasmus Arentoft Nielsen
- 2023 Instruktør: Rasmus Arentoft Nielsen
- 2024 Instruktør: Julie Harder Gabrielsen
- 2025 Instruktør: Julie Harder Gabrielsen